# Felix Lewinsohn
Fritz Felix Lewinsohn (19 de março de 1897, Dresden - 1???) foi um activista comunista e líder da Juventude Operária Comunista (Kommunistische Arbeiter Jugend), a ala jovem do Partido Comunista Operário da Alemanha (KAPD).
Lewinsohn era o filho mais novo de Salomon Sigmund Lewinsohn e Auguste Paulin (nascida Gantze). O seu irmão mais velho, Willy Lewinsohn, também era um activista comunista.
Em 20 de novembro de 1919, ele participou na conferência convocada pela União Internacional de Organizações Socialistas da Juventude (IVSJO), na qual a Jovem Internacional Comunista foi fundada.